# György Orth
György Orth Wirth, também conhecido como Jorge Orth,(30 de abril de 1901 - 11 de janeiro de 1962) foi um jogador e treinador de futebol húngaro. Em virtude de sua inteligência, refino técnico e polivalência, foi considerado não só um dos melhores futebolistas de sua geração, como também um dos melhores de todos os tempos.
Em razão de suas virtuosidades como futebolista, era frequentemente tido pelos seus contemporâneos — como outros atletas e jornalistas — como o melhor futebolista do mundo e, até aquele ponto, da história. A lenda do futebol egípcio Ahmed Salem, por exemplo, certa vez disse que “Orth jogava um futebol tão perfeito que palavras não podiam descrever”. Além disso, o seu companheiro de equipe e também lenda do MTK, György Molnár, disse que Orth tinha "a técnica de Albert, a combinação de habilidades de Charlton e a explosão e capacidade de chute de Eusébio. Tudo em um só".
György Orth era, de ofício, segundo-atacante e lateral-esquerdo, embora tenha jogado, também, em múltiplas posições dos setores ofensivo e defensivo — até mesmo de goleiro. Tanto é que, quando a sua equipe, o MTK Budapest, foi enfrentar o Bolton — campeão da Copa da Inglaterra de 1926 —, após o zagueiro Gyula Mándi se lesionar, Orth atuou nesta posição e anulou os atacantes Ted Vizard e Joe Smith, permitindo a equipe húngara manter o resultado de 1-1.
A mais famosa das citações sobre Gyuri — que explica perfeitamente seu impacto — veio do jornal húngaro Nemzeti Sport, cuja autoria perdeu-se com o tempo. A frase diz:
“Dizer que ele [György] era um grande futebolista é como dizer que Leonardo da Vinci era um bom pintor. Orth é uma graça dos Deuses, e elas não morrem jovens”. 
Sua carreira teve um declínio impactante ao lesionar-se seriamente, num jogo em Viena, contra a equipe do Wiener Amateur-SV, no ano de 1925,quando o zagueiro Johann “Hans” Tandler deu-lhe uma forte dividida, a qual causou na ruptura dos ligamentos do joelho de Orth. Seu técnico à época, Jimmy Hogan, descreveu como essa lesão causou um tremendo baque em Budapeste, criando um clima de revolta na população húngara e fomentando, até mesmo, um desejo de guerra contra a Áustria.
Ele também participou no torneio de futebol nas Olimpíadas de Verão de 1924, representando a Seleção Húngara.